# Nord-Ost
Nord-Ost (Норд-Ост en ruso y traducido como Nordeste en español) es una producción musical teatral rusa compuesta por Alekséi Iváschenko y Gueorgui Vasíliev y basada en la novela de Veniamín Kaverin: Los dos capitanes.
La obra es una ficción basada en los eventos históricos que tuvieron lugar tras el descubrimiento del archipiélago de Tierra del Norte en 1913. El musical se estrenó el 19 de octubre de 2001 en el teatro Dubrovka de Moscú, desde entonces ha habido más de 400 actuaciones.
La producción trata sobre un grupo de soldados rusos que combatieron durante la II Guerra Mundial. Aparte de los soldados, también aparecen otros personajes de varios ejércitos.

## Historia
Mientras estaba en Nueva York en los años 90, Vasíliev presenció Los Miserables y decidió a llevar la obra a Rusia, sin embargo, no consiguió hacerse con los derechos y optó por crear una adaptación rusa inspirada en la novela de Víctor Hugo. Tras gastar sus ahorros en rehabilitar una vieja factoría en la que se producían balones hasta convertirlo en un teatro moderno que le costó 4 millones de dólares, siendo el teatro más caro del país. No obstante, las entradas también lo eran para el público, los cuales debían pagar 15 dólares para asistir a la función. Vasíliev justificó su decisión al afirmar que "la gente pagaría lo que fuera por ver una producción así".
Debido a los grandes ingresos, la comunidad teatral se posicionó en contra de este tipo de obras. Ante esta postura, Peter Baker y Susan Glasser acusaron a la comunidad teatral de ser una "versión melodramática de cualquier McDonald's".
Vasíliev declaró 

Nord-Ost es como una protesta contra las injurias a nuestra historia, contra el derrotismo y todo aquello que sea pernicioso para nosotros tal como sale en los medios de comunicación. Esta producción es justo lo contrario, es una historia romántica sobre la familia que nos engrandece. Una obra que nos hacer ver nuestra historia de manera diferente a como la vemos (con guerras, diferencias de clase, represiones, etc... sin reparar en los logros)

### Asalto al teatro Dubrovka
El 23 de octubre de 2002, en el transcurso de la segunda guerra chechena, unos terroristas chechenos irrumpieron en el escenario poco después del comienzo del segundo acto y secuestraron a los allí presentes (público, actores y músicos) amenazando con explosionar el edificio si no atendían a sus demandas (la retirada del Ejército Ruso de Chechenia).
Tras tres días de cerco por parte de las autoridades, la mayoría de los rehenes fueron liberados por las fuerzas especiales tras colar un gas sedante por el conducto de ventilación del Dubrovka que los adormeció junto a los criminales, sin embargo, el gas resultó ser tóxico y 130 de los rehenes fallecieron, entre ellos: diecisiete miembros del equipo artístico, dos actores infantiles de 13 años (Kristina Kurbátova y Arseni Kurilenko) y uno de los músicos de la orquesta. El propio Vasíliev fue uno de los secuestrados.
Tras el ataque al teatro, las puertas volvieron a abrir el 8 de febrero de 2003, después de una remodelación a fondo con la función que año atrás fue interrumpida. Nord-Ost estuvo en cartel hasta el 10 de mayo de 2003 después de que los productores decidiesen cancelar las demás funciones debido a los temores originados por el atentado.
Desde entonces, los productores han llevado la función a otras localidades como Nizni Nóvgorod o Tiumén.

## Actos

### Prólogo
Norte (1913)
El Capitán Iván Tatárinov de la expedición ártica en la goleta Santa María está a punto de fallecer. En su última carta nombra a su hermano Nikolái Tatárinov como el responsable del fracaso de la expedición.

### Primer acto
Arcángel (1916)
Sanya Grigóriev, un chico sordomudo es testigo del asesinato de un cartero, crimen que recae sobre su padre tras ser acusado por error. Desafortunadamente, Sanya es incapaz de hablar y por ende, identificar al asesino. Sin darse cuenta de que será la última vez que verá a su progenitor, el muchacho se hace cargo del servicio postal que jamás llegó a sus destinatarios.
Por otro lado, María Tatárinova espera el regreso de su marido, el cual se encuentra en una expedición por el Ártico, pero al no recibir ningún mensaje de él, abandona Arcángel con su madre Nina Kapitónovna y su hija Katya con destino a Moscú acompañados por Nikolái Tatárinov, el tío de Katya.
Antes de partir, María se despide de Korabliov, un amigo de la familia Tatárinov, el cual tras encontrar a Sanya llorando, le enseña como afrontar su discapacidad con voluntad y paciencia.
Moscú (1920-21)
Tras la Guerra Civil, el caos y la destrucción dominan el país. Mientras tanto, Sanya se ve obligado a deambular de ciudad en ciudad con su única posesión (la bolsa del correo del fallecido cartero). Finalmente, el muchacho consigue hablar gracias a su persistencia, consejo que años atrás le dio Korabliov.
Casualmente se encuentran en Moscú. Korabliov ahora es profesor, por lo que intenta convencer al director del colegio (el propio Nikolái Tatárinov) de que acoja al joven huérfano. Una vez allí se hace amigo de Valka Zhúkov y Romashov además de conocer a la sobrina del director, la cual intercede en su favor cuando Sanya rompe uno de los densímetros de Tatárinov.
Por otro lado, Korabliov le pide matrimonio a María, pero ella lo rechaza al no aceptar la pérdida de su amado esposo. Nikolái, quien no se muestra indiferente, provoca una discusión y lo expulsa junto a Sanya (presente en aquel momento). A partir de ahí, Sanya y Nikolái empiezan a ser enemigos.
Moscú (1928)
Siete años después, Katya y Sanya se enamoran, por lo que Katya decide invitar a Sanya, junto a otros amigos, a su casa por año nuevo. Cuando ésta cuenta la historia de su padre a los presentes, Sanya cae en la cuenta de que en la bolsa está la carta del Capitán Iván Tatárinov. Romashov, para ganarse el favor de Nikolái, roba la carta, sin embargo este se acuerda de memoria del mensaje y recita la anotación del capitán en la que responsabiliza a su hermano del fracaso de la expedición. En estado de shock, María, quien tras mucha insistencia por parte de Nikolái hubo aceptado casarse con él, opta por suicidarse tras sentir que había traicionado su amor por el capitán Iván Tatárinov.
Nikolái lo acusa de calumnias, razón por la cual, Katya le retira la palabra. Resignado por perder a las dos personas más importantes en su vida (su padre de pequeño y ahora Katya) vuelve a no hablar. No obstante, sigue sin rendirse y jura encontrar a la expedición desaparecida.

### Segundo acto
Moscú (1938)
Sanya se ha alistado en las fuerzas aéreas y sueña con seguir la ruta de la expedición del Capitán Tatárinov por los cielos. Tras contar con el apoyo del piloto Valeri Chkálov, regresa a Moscú en busca de la aprobación de la Dirección General de la Ruta marítima del Norte.
Su viejo amigo Zhúkov intenta persuadirlo de que se reúna con Katya, de la que sigue enamorado, a pesar de no verse durante nueve años. Finalmente decide llamarla en el preciso momento en el que Romashov la estaba pidiendo la mano. Sin decir una palabra, abandona su hogar y acto seguido, Romashov chantajea a Nikolái con la carta si no accede a ayudarle a quitar de en medio a quien un día fue su amigo.
Sanya y Katya se reencuentran al caer el alba sobre la ciudad, aunque los recuerdos los siguen atormentando hasta que den con las palabras acertadas. Mientras, Romashov y Nikolái consiguen con sus tramas que rechacen la búsqueda de la expedición perdida por el Ártico. Finalmente, un apesadumbrado Sanya se ve forzado a abandonar Moscú y vuelven a separarse hasta que Katya aparece en la estación férrea en el último momento. De nuevo juntos, se declaran el amor y deciden marchar juntos a Leningrado dejando atrás a su tío Nikolái.
Leningrado (1942)
La II Guerra Mundial vuelve a separar a ambos. Mientras se recrudece el conflicto, Katya debe vivir con su abuela en una población cada vez más sitiada por la Wehrmacht. Finalmente, un moribundo Romashov consigue dar con Katya y le comunica que Sanya está herido de gravedad tras caer en una emboscada mientras estaba en el vagón-médico del tren. Sin embargo, no cree la historia de que trató de rescatarlo y lo expulsa de su casa tras acusarlo de traición.
No obstante, la verdad, es que Romashov dejó a Sanya abandonado a su suerte en el bosque esperando que no sobreviva, sin embargo, se vuelve furioso al saber que ha sido derrotado.
Mientras tanto, Katya tiene esperanzas de que su amado siga vivo y cree que su amor por él lo rescatará, pero afronta el dolor sola: su abuela, incapaz de sobrevivir al cerco nazi, fallece al mismo tiempo que la fortaleza de la joven va decayendo.
Moscú (1942)
Contra todo pronóstico, Sanya sobrevive y vuelve a Moscú a buscar a Katya al apartamento de Tatárinov (afectado por la guerra). Cuando Romashov le abre la puerta, se encuentra ante un ambiente dantesco después de ver el estado físico de quien fuera su antiguo maestro, ya que Nikolái ha quedado mudo y paralítico, pero lo peor está por venir cuando Romashov le comunica que Katya ha fallecido en Leningrado.
Norte (1943)
Un año después, Sanya (ahora Capitán), después de conseguir una ardua victoria contra el enemigo, realiza un aterrizaje de emergencia en un campamento nómada de los Nenets. Mientras los nativos le ofrecen cobijo y arreglan su avioneta, descubre un anzuelo que resulta ser de la Santa María. Sin embargo, los aldeanos más ancianos le comunican que vieron al Capitán Iván Tatárinov antes de morir y le hacen entrega del cuaderno de bitácora. Sanya siente que su sueño se ha hecho realidad, pero todavía tiene en mente el fallecimiento de Katya.
Sin embargo, estaba equivocado al ver a su amada en la base militar del Ártico. Finalmente, vuelven a estar juntos para siempre.